# Muntanya del Borrell
La Muntanya del Borrell és una serra situada al municipi de Calafell a la comarca del Baix Penedès, amb una elevació màxima de 178 metres.